# Alimentation et gastronomie dans le manga
L’alimentation et la gastronomie sont des thèmes traités dans certains mangas, parfois désignés sous le terme de mangas culinaires. Ceux-ci peuvent prendre pour sujet la gastronomie japonaise, ou celle d'autres pays.

## Liste partielle de titres
- Addicted to Curry (Curry Naru Shokutaku) de Kazuki Funatsu
- Aji Ichi Monme de Zenta Abe & Yoshimi Kurata
- Bambino! de Tetsuji Sekiya
- Chūka Ichiban! de Etsushi Ogawa
- Cooking Papa de Tochi Ueyama
- Cuisinier
- Delicious! de Miyuki Kobayashi & Yui Ayumi dans Nakayoshi
- Dining Bar Akira (Manga Yaoi) de Tomoko Yamashita
- Food Wars! De Yūto Tsukuda et de Shun Saeki
- Hell's Kitchen de Mitsuru Nishimura et Gumi Amashii
- Iron Wok Jan!
- J'aime les sushis
- Kitchen Princess (Kitchen no o-hime-sama) de Miyuki Kobayashi & Natsumi Andō.
- Kuwasemon !
- Le Chef Cuisinier de l'Ambassadeur
- Le Gourmet Solitaire
- Le Restaurant du Bonheur de Nakanishi Yasuhiro
- Menkichi the Avenger
- Mister Ajikko
- Natsuko no Saké
- Niji iro Râmen
- Oishinbo de Tetsu Kariya & Akira Hanasaki.
- Omoide no aji Tairiku shokudô
- Osen
- Kirara no Shigoto
- Kinō Nani Tabeta?
- Râmen Hakkenden
- Shokugeki no Sōma
- Shouta no Sushi
- Shun
- Tensai Ryôri shônen aji no suke
- Tetsunabe no Jan
- Tsukiji Uogashi Sandaime (The Taste of Fish) de Mitsuo Hashimoto & Masaharu Nabeshima
- Yakitate!! Ja-pan
- Yumeiro pâtissière